# یاکوب دمل
یاکوب دِمل (چکی: Jakub Deml; ۲۰ اوت ۱۸۷۸ – ۱۰ فوریهٔ ۱۹۶۱) کشیش کاتولیک و نویسنده اهل چک بود.